# 北陸財務局

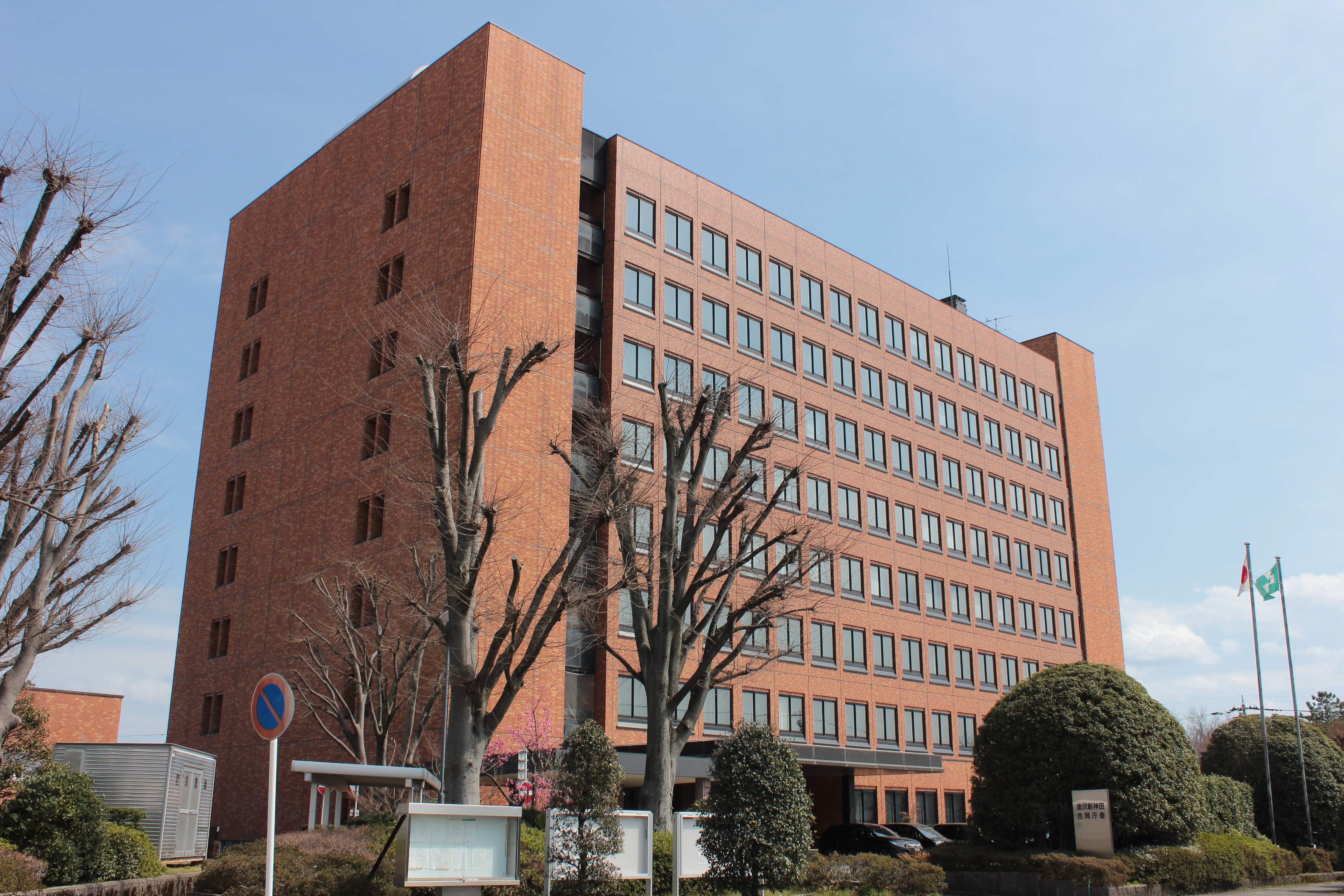
北陸財務局が入る金沢新神田合同庁舎

北陸財務局（ほくりくざいむきょく）は、石川県金沢市にある財務省の地方支分部局。
石川県・富山県・福井県の北陸3県を管轄する財務局で、財務局としては最小規模である。

## 組織
- 局長
  - 財務局監察官
  - 証券取引等監視官
  - 統括証券検査官
  - 総務管理官
    - 総務課
    - 会計課
    - 経済調査課
    - 財務広報相談室

  - 理財部
    - 主計課
    - 特別主計実地監査官
    - 理財課
    - 融資課
    - 検査総括課
    - 統括金融証券検査官
    - 金融監督第一課
    - 金融監督第二課
    - 金融監督第三課

  - 管財部
    - 管財総括第一課
    - 管財総括第二課
    - 統括国有財産管理官
    - 統括国有財産監査官
    - 首席国有財産鑑定官
    - 金融監督第一課
    - 金融監督第二課
    - 金融監督第三課

## 管内財務事務所・出張所
- 富山財務事務所
- 福井財務事務所